# Chevrolet Special Deluxe
Der Chevrolet Special Deluxe war ein Mittelklasse-PKW, der in den Modelljahren 1940 bis 1942 von Chevrolet in den USA als luxuriösere Variante des Master Deluxe gebaut wurde.

## Von Jahr zu Jahr

### Special Deluxe Serie KA (1940)
1940 wurde der besser ausgestattete Special Deluxe Serie KA als Spitzenmodell eingeführt und verdrängte den Master Deluxe auf die mittlere Position der Modellpalette. Zu erkennen war der Special Deluxe an den zusätzlichen Edelstahlzierleisten an Motorhaube und Karosserie. Wie bei den preisgünstigeren Modellreihen, bestand der Kühlergrill aus einem schmalen, nach vorne gewölbten Mittelteil mit horizontalen Chromstäben, der an den Seiten mit kleinen, halbhohen Flügelsektionen versehen war. Die Scheinwerfer versanken in den vorderen Kotflügeln, die zusätzlich mit Positionslampen gekrönt waren. Die Motorhaube war als hinten angeschlagene Alligatorhaube ausgebildet.
Sechs verschiedene Aufbauten waren für den Special Deluxe verfügbar: Zwei verschiedene Coupés, ein 2-türiges Cabriolet, zwei verschiedene Limousinen mit 2 oder 4 Türen und ein 5-türiger Kombi mit 8 Sitzplätzen.
Mit 431.199 Exemplaren war der Special Deluxe die am häufigsten georderte Chevrolet-Modellreihe in diesem Jahr.

### Special Deluxe Serien AH und BH (1941–1942)
1941 war der Special Deluxe Serie AH weiterhin das Spitzenmodell der Marke. Der Radstand nahm um 3″ auf 2.946 mm zu und die Scheinwerfer waren nun komplett in die vorderen Kotflügel integriert. Die Trittbretter waren verschwunden und durch verchromte Zierleisten ersetzt. Der Kühlergrill bestand aus horizontalen, nach vorne gewölbten Chromstäben über nahezu die gesamte Fahrzeugbreite. Das Karosserieangebot (1 Cabriolet, 2 Coupés, 2 Limousinen und 1 Kombi) entsprach dem des Vorjahres. Der 3,55 l-Motor leistete nun 90 bhp (66 kW) bei 3.300 min−1. 
1942 änderte sich an Styling und Technik wenig, lediglich die Chromstäbe im Kühlergrill wurden etwas wuchtiger. Die Serienbezeichnung war BH.

#### Fleetline (1941–1942)

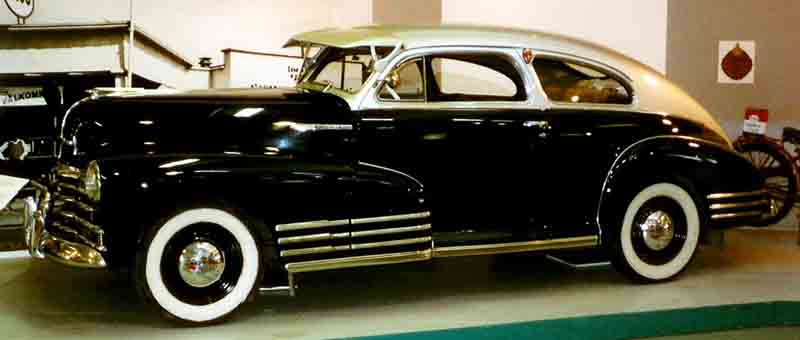
So ähnlich sah auch 1942 der Chevrolet Special Deluxe Fleetline Aerosedan aus (hier: ein 1947er-Modell)

Im Frühjahr 1941 wurde eine 4-türige Limousine mit der Zusatzbezeichnung Fleetline vorgestellt. Im Unterschied zur normalen 4-türigen Special-Deluxe-Limousine hatte der Wagen keine seitlichen Lufteinlässe an der Motorhaube, dafür aber je drei horizontale Zierstreifen hinter den vorderen und hinteren Radausschnitten.
1942 erhielt diese Limousine die Zusatzbezeichnung Sport Master und es kam eine entsprechende 2-türige Fließheck-Limousine mit der Bezeichnung Aerosedan dazu.

#### Fleetmaster (1942)
Die „normalen“ Modelle der Special-Deluxe-Reihe erhielten 1942 die Zusatzbezeichnung Fleetmaster.
In diesen beiden Jahren entstanden 775.502 Special Deluxe, davon 110.547 Fleetline-Modelle. Nach dem Krieg ersetzte die Baureihe Fleetmaster diese Modellreihe